# بيلي ريد (كرة سلة)
بيلي ريد (بالإنجليزية: Billy Reid) مواليد 10 سبتمبر 1957 في نيويورك، هو مدرب كرة سلة أمريكي ولاعب سابق. بدأ مسيرته الاحترافية في سنة 1980. تم اختياره من قبل فريق غولدن ستايت ووريورز خلال الدرافت. حمل الرقم 31. يبلغ طوله 6 قدم 5 بوصة (2.0 م). اعتزل اللعب في 2000.

## المسيرة الاحترافية
لعب مع غولدن ستايت ووريورز في موسم 1980–1981، ثم لعب مع ريمس شمبانيا في الدوري الفرنسي في موسم 1991–1992، ثم لعب مع أفينيون من سنة 1995 إلى 1999.

## روابط خارجية
- بيلي ريد على موقع إن بي أي (الإنجليزية)
- بيلي ريد على موقع سبورتس رفرنس (الإنجليزية)
- بيلي ريد على موقع كلية كرة السلة في سبورتس رفرنس.كوم (الإنجليزية)
- بيلي ريد على موقع ريلجم (الإنجليزية)
- بيلي ريد على موقع بروبوليرز (الإنجليزية)